# Pierre Haarhoff
Pierre Haarhoff (francès: Jean-Pierre Haarhoff)  (Haguenau, 9 de juliol de 1932 - Haguenau, 11 de juny de 2024) és un atleta francès, ja retirat, especialista en els 400 metres, que va competir durant la dècada de 1950.
El 1956 va prendre part en els Jocs Olímpics d'Estiu de Melbourne, on disputà dues proves del programa d'atletisme. En ambdues, els 4x400 metres i els 400 metres, quedà eliminat en sèries.
En el seu palmarès destaca una medalla d'or en els 4x400 metres al Campionat d'Europa d'atletisme de 1954, formant equip amb Jacques Degats, Jean-Paul Martin du Gard i Jean-Pierre Goudeau. També guanyà dues medalles als Jocs del Mediterrani de 1955, d'or en els 4x400 metres i de plata en els 400 metres. Guanyà el campionat nacional dels 400 metres de 1956 i 1960 i millorà els rècords nacionals dels 400 i 4x400 metres.

## Millors marques
- 200 metres. 21.8" (1954)
- 400 metres. 47.3" (1956)
- 400 metres tanques. 52.6" (1961)[1]